# فيصل الدخيل
فيصل الدخيل (مواليد 13 أغسطس 1957) لاعب نادي القادسية الكويتي والمنتخب الكويتي ، وهو أحد أشهر اللاعبين الكويتين المعتزليين، وشهرته واسعة على المستوى العربي. شكل ثنائيا مع جاسم يعقوب. شارك فيصل الدخيل في كأس العالم 1982 بأسبانيا، وحاز أيضا على كأس آسيا 1980 بالكويت. كان من ضمن قائمة أفضل 30 لاعب كرة قدم خلال القرن في آسيا والتي أجراها الاتحاد الآسيوي قبل عدة شهور، ولم تضم القائمة سوى 4 لاعبين عرب، ماجد عبد الله، فيصل الدخيل، سعيد العويران، وفهد الهريفي على الترتيب.

## مسيرته لاعبا مع الأندية
بدأ فيصل الدخيل حياته الكروية في سن الرابعة عشر، وقد خاض أول مباراة له في عام 1973 أمام نادي كاظمة، وبعد هذه المباراة إنفتحت له أبواب منتخب الكويت لكرة القدم.
وقد سجل هدف التعادل في نهائي كأس الأمير 1978/1979 أمام نادي كاظمة.
وقد سجل 30 هدف في الدوري الكويتي 1979/1980 بفارق هدف واحد عن جاسم يعقوب.
و قد تدرب فيصل الدخيل على أيدي أشهر المدربين في العالم، حيث دربه ماريو زاغالو وكارلوس البرتو بيريرا، وقد قال عنه زاغالو : «أنه لاعب ذو موهبة فنية عالية أخلصت للكرة وجمعت بين الأخلاق الرفيعة والمستوى الفني الجميل فاستحق بذلك الشهرة والمجد وحب الناس». شارك فيصل الدخيل مع منتخب نجوم العالم في مباراة ضد منتخب اليونيسيف، وأصبح أول عربي يشارك في مثل هذه التظاهرة. يذكر ان مباراة اعتزال اللاعب فيصل الدخيل كانت ضد فريق الأهلي المصري في عام 1989 وعلى غير العادة لعب المباراة كاملة وسجل هدفا جميلا على الحارس المصري ثابت البطل من مسافة 40 ياردة.

## مسيرته لاعبا مع المنتخب

### كأس الخليج 1976
و قد سجل هدفين في مرمى منتخب قطر لكرة القدم، وقد سجل هدفين في مرمى منتخب عمان لكرة القدم، وقد سجل هدف في مرمى منتخب البحرين لكرة القدم، وقد سجل هدف في مرمى منتخب العراق لكرة القدم، وقد سجل هدفين في مرمى منتخب السعودية لكرة القدم.

### كأس الخليج 1979
و قد سجل هدف في مرمى منتخب الإمارات لكرة القدم.

### كأس الخليج1986
و قد سجل هدف في مرمى منتخب السعودية لكرة القدم، وقد سجل هدف في مرمى منتخب عمان لكرة القدم، وقد سجل هدفين في مرمى منتخب قطر لكرة القدم، وقد سجل هدف في مرمى منتخب البحرين لكرة القدم.
يحمل القميص رقم 16

## ترشيحة لرئاسة الاتحاد الكويتي لكرة القدم
و قد تم تداول اسمه في قائمة المرشحين من نادي القادسية الكويتي لرئاسة الإتحاد الكويتي لكرة القدم هو واللاعب السابق محمد المسعود ، وتم تداول اسمه من بين المرشحين للإتحاد الكويتي لكرة القدم مع محمد المسعود ورفاعي الديحاني في 5 نوفمبر 2008.

## روابط خارجية
- فيصل الدخيل على موقع الاتحاد الدولي (مؤرشف)  (الإنجليزية)
- فيصل الدخيل على موقع ناشيونال فوتبول تيمز (الإنجليزية)
- فيصل الدخيل على موقع أوليمبيديا (الإنجليزية)